# Antoine et Marie
Pour plus de détails, voir Fiche technique et Distribution.
Antoine et Marie est un film québécois réalisé par Jimmy Larouche, qui est sorti en 2014.

## Synopsis
Marie, une femme dans la quarantaine qui travaille dans un garage, se réveille un matin dans un taxi sans souvenir de ce qui s'est passé la veille lors d'une sortie bien arrosée dans un bar avec ses collègues de travail. Au fil des jours qui suivront, alors que son conjoint la soupçonne d'infidélité et à la suite d'un test de grossesse positif, celle-ci se rappellera avoir rencontré Antoine, un livreur de pièces automobiles, père de famille frustré sexuellement qui fréquente des sites pornographiques sur l'internet.

## Fiche technique
- Titre original : Antoine et Marie
- Réalisation : Jimmy Larouche
- Scénario : Jimmy Larouche
- Musique : Manuel Gasse
- Direction artistique : Joëlle Péloquin
- Costumes : Marilyne Garceau
- Maquillage : Marie Salvado
- Photographie : Glauco Bermudez
- Son : Andreas Mendritzki
- Montage : Mathieu Demers
- Production : David-Olivier St-Denis, Patricia Diaz, Jimmy Larouche
- Société de production : Antoine et Marie Film, Pipingo Films
- Sociétés de distribution : Alma Films
- Pays de production :  Canada
- Langue originale : français
- Format : couleur
- Genre : drame
- Durée : 83 minutes
- Dates de sortie :
  - Canada : 16 octobre 2014 (Festival du nouveau cinéma de Montréal)
  - États-Unis : 28 février 2015 (Cinequest Film Festival)
  - Canada : 19 juin 2015 (sorti en salle)
  - France : 3 mai 2016 (Festival du cinéma québécois des Grands lacs de Biscarrosse)

## Distribution
- Martine Francke : Marie Bouchard
- Sébastien Ricard : Antoine Girard
- Guy Jodoin : Richard Tremblay
- Isabelle Blais : Sonia Girard
- Véronique Perron : Véronique Girard
- Pierre-Luc Brillant : Pierre-Luc Bergeron
- Dino Tavarone : Vito Pipingo
- Alexandre Goyette : enquêteur Éric Gauthier
- Cynthia Bouchard : enquêteur Justine Fraser